# هيئة الزكاة الفلسطينية
هيئة الزكاة الفلسطينية  هي هيئة وطنية فلسطينية مستقلة، تتمتع بالشخصية الاعتبارية والاستقلال المالي والإداري، والأهلية القانونية لمباشرة الأعمال والتصرفات التي تكفل لها تحقيق أغراضها، وتتمتع أموال الزكاة بالاستقلالية التامة.

## الرؤية والرسالة

### الرؤية
الريادة والتميز في تطبيق فريضة الزكاة، وفي العمل الخيري التنموي في المجتمع الفلسطيني.

### الرسالة
هيئة الزكاة مؤسسة تُعنى بإحياء وتطبيق فريضة الزكاة من خلال جمعها وتنمية مواردها، وإنفاقها في مصارفها الشرعية، تحقيقاً لمبدأ التكافل الاجتماعي عبر تبني أنظمة مالية وإدارية، تتوافق مع أحكام الشريعة الإسلامية ومعايير الجودة المؤسسية.

الهيكل التنظيمي للهيئة

## الخصوصية
تحترم هيئة الزكاة الفلسطينية خصوصيات كافة المزكين والمستفيدين من الزكاة سواء أولئك الذين يقومون بمراجعة مكاتبها أو فروعها أو من يقوم بمراسلتها بشكل إلكتروني طالباً للمساعدة أو قام بتعبئة أي نوع من البيانات في موقع الهيئة وتعتبر بياناتهم معلومات خاصة لأصحابها وسريّة لا يمكن إفشاؤها، وذلك تطبيقاً للمادة رقم (41) من قانون الزكاة الفلسطيني.

## مجلس الأمناء
أصدر مجلس الوزراء الفلسطيني المُقال القرار رقم (144) بتاريخ 2 فبراير 2010، بتشكيل مجلس أمناء هيئة الزكاة الفلسطينية من نخبة من العلماء المتخصصين في مجال الشريعة الإسلامية والاقتصاد والإدارة بالإضافة إلى مجموعة من رجال الأعمال ومن العاملين في المجال الخيري، وجاء المَجلس كالتالي:
- رئيس المجلس: د. علاء الدين الرفاتي.[3]
- أعضاء المجلس:[3]

1. د.شحادة السويركي.
2. أ.د.ماجد الفرا.
3. د.نسيم ياسين.
4. أ.د.محمد بخيت.
5. م.نزار العمصي.
6. أ.د.محمد الآغا.
7. د.حازم السراج.
8. أ.جمال أبو هاشم.
9. أ.حسن أبو شعبان.
10. م.علي الغفري.

## المشاريع
تقوم هيئة الزكاة الفلسطينية بعدد من المَشاريع، مِثل دعم المشاريع الإنتاجية الصغيرة، وَمشروع زكاة الفطر، وَمشروع الماء حياتي، وَمشروع تأهيل السجناء وعائلاتهم، وَمشروع كفالة طلاب العلم، ومشروع الأضاحي، وَمشروع الزي المدرسي والحقيبة المدرسية وغيرها من المشاريع.